# Antonio Pinilla
Antonio Pinilla Miranda (ur. 25 lutego 1971 w Badalonie) – piłkarz hiszpański grający na pozycji napastnika. W swojej karierze zdobył złoty medal na Igrzyskach Olimpijskich w Barcelonie.

## Kariera klubowa
Karierę piłkarską Pinilla rozpoczął w klubie FC Barcelona. W latach 1988–1991 grał w rezerwach tego klubu, które balansowały pomiędzy Segunda División i Segunda División B. Jeszcze w 1990 roku awansował do kadry pierwszego zespołu Barcelony. 17 lutego 1990 zadebiutował w Primera División w wygranym 4:1 wyjazdowym spotkaniu z Rayo Vallecano. 1 lutego 1991 w meczu z Valencią (2:2) strzelił swojego pierwszego gola w lidze hiszpańskiej. W Barcelonie rozegrał łącznie 8 spotkań, w których zdobył 1 bramkę. W 1990 roku zdobył Puchar Króla, a w 1991 roku został mistrzem kraju i wywalczył Superpuchar Hiszpanii.
W 1991 roku Pinilla został wypożyczony z Barcelony do RCD Mallorca. W nowym klubie swój debiut zaliczył 20 października 1991 w zwycięskim 1:0 domowym spotkaniu z Cádizem. W sezonie 1991/1992 spadł z Mallorką do Segunda División.
W 1992 roku Pinilla znów odszedł z Barcelony na wypożyczenie, tym razem do Albacete Balompié, gdzie zadebiutował 5 września 1992 w domowym meczu z Sevillą (3:4). W Albacete grał przez jeden sezon.
W 1993 roku Pinilla przeszedł z Barcelony do CD Tenerife. W klubie tym swoje pierwsze spotkanie rozegrał 4 września 1993. Było to spotkanie z Lleidą, które Tenerife wygrało 1:0. Przez kolejne lata Pinilla był podstawowym zawodnikiem Tenerife. Grał w nim do końca sezonu 1999/2000.
W 2000 roku Pinilla został piłkarzem drugoligowej Salamanki. Grał w niej przez sezon, a następnie w 2001 roku przeszedł do Gimnàstiku Tarragona. W 2002 roku spadł z nim do Segunda División B, a w 2004 roku wrócił do Segunda División. Z kolei w sezonie 2006/2007 grał z Gimnàstikiem w Primera División. W 2008 roku zakończył karierę.
| Sezon   | Klub                | Kraj      | Rozgrywki          | Mecze | Bramki |
| ------- | ------------------- | --------- | ------------------ | ----- | ------ |
| 1988/89 | FC Barcelona        | Hiszpania | Segunda División   | 19    | 1      |
| 1989/90 | FC Barcelona        | Hiszpania | Primera División   | 1     | 0      |
| 1989/90 | FC Barcelona B      | Hiszpania | Segunda División B | ?     | ?      |
| 1990/91 | FC Barcelona        | Hiszpania | Primera División   | 7     | 1      |
| 1990/91 | FC Barcelona        | Hiszpania | Segunda División B | ?     | ?      |
| 1991/92 | FC Barcelona B      | Hiszpania | Segunda División   | 7     | 1      |
| 1991/92 | RCD Mallorca        | Hiszpania | Primera División   | 21    | 4      |
| 1992/93 | Albacete Balompié   | Hiszpania | Primera División   | 36    | 8      |
| 1993/94 | CD Tenerife         | Hiszpania | Primera División   | 20    | 3      |
| 1994/95 | CD Tenerife         | Hiszpania | Primera División   | 20    | 3      |
| 1995/96 | CD Tenerife         | Hiszpania | Primera División   | 36    | 7      |
| 1996/97 | CD Tenerife         | Hiszpania | Primera División   | 31    | 7      |
| 1997/98 | CD Tenerife         | Hiszpania | Primera División   | 23    | 4      |
| 1998/99 | CD Tenerife         | Hiszpania | Primera División   | 19    | 1      |
| 1999/00 | CD Tenerife         | Hiszpania | Segunda División   | 35    | 5      |
| 2000/01 | UD Salamanca        | Hiszpania | Segunda División   | 34    | 4      |
| 2001/02 | Gimnàstic Tarragona | Hiszpania | Segunda División   | 24    | 7      |
| 2002/03 | Gimnàstic Tarragona | Hiszpania | Segunda División B | ?     | ?      |
| 2003/04 | Gimnàstic Tarragona | Hiszpania | Segunda División B | ?     | ?      |
| 2004/05 | Gimnàstic Tarragona | Hiszpania | Segunda División   | 36    | 7      |
| 2005/06 | Gimnàstic Tarragona | Hiszpania | Segunda División   | 27    | 6      |
| 2006/07 | Gimnàstic Tarragona | Hiszpania | Primera División   | 28    | 2      |
| 2007/08 | Gimnàstic Tarragona | Hiszpania | Segunda División   | 36    | 2      |

## Kariera reprezentacyjna
Pinilla w swojej karierze grał w młodzieżowych reprezentacjach kraju: reprezentacji U-16, U-17, U-18, U-19, U-20, U-21 i U-23. Z tą ostatnią wywalczył złoty medal olimpijski na Letnich Igrzyskach Olimpijskich w Barcelonie. W swojej karierze wystąpił również na młodzieżowych Mistrzostwach Świata w 1989 roku.

## Sukcesy
- Mistrzostwo Hiszpanii (1)

Barcelona: 1990/1991
- Puchar Króla (1)

Barcelona: 1990
- Superpuchar Hiszpanii (1)

Barcelona: 1991
- Złoty Medal Igrzysk Olimpijskich (1)

Hiszpania U-23: 1992